# Hercostomus pallidus
Hercostomus pallidus är en tvåvingeart som beskrevs av Friedrich Hermann Loew 1871. Hercostomus pallidus ingår i släktet Hercostomus och familjen styltflugor. Inga underarter finns listade i Catalogue of Life.